# افک
افک به معنای تهمت مربوط به حادثه‌ای است که گروهی از مخالفان محمد پیامبر اسلام در مدینه، مشهور به منافقان، به یکی از همسران محمد تهمت زنای محصنه زدند. آیات ۱۱ تا ۲۶ سوره نور به این موضوع مربوط می‌شود. منابع عامه متفقند که آن همسر عایشه بوده‌است، اما برخی از شیعیان آن روایات را قبول ندارد و می‌گوید که ماجرا به ماریه قبطیه مربوط می‌شود. به نظر محمدحسین طباطبایی، عالم شیعه، هر دو دسته از روایات عامه و شیعه اشکالات جدی دارد.
به نوشته رابرت گلیو و پوناوالا کینه عایشه نسبت به علی از واقعه افک در زمان حیات محمد نشئت می‌گرفت، که به نوشته سیره نویسان، وقتی برخی به عایشه تهمت زدند، علی به محمد پیشنهاد کرد عایشه را طلاق دهد. محمدحسین طباطبایی، این روایت را که در ماجرای افک دربارهٔ عایشه توسط عامه نقل شده‌است را نزد شیعه معتبر نمی‌داند. اما در ماجرای تحریم در قرآن، علی به عنوان حامی محمد، در برابر عایشه و حفصه قرار گرفته‌است، که مورد قبول شیعه و عامه می‌باشد.

## آیات قرآن
ان الّذین جاء و بالافک عصبة منکم لا تحسبوه شرا لکم بل هو خیر لکم لکل امری منهم ما اکتسب من الاثم و الّذی تولی کبره منهم له عذاب عظیم (۱۱)
لو لا اذ سمعتموه ظنّ المؤمنون و المؤمنات بانفسهم خیرا و قالوا هذا افک مبین (۱۲)
لو لا جاء و علیه باربعة شهداء فاذ لم یاتوا بالشهداء فاولئک عند اللّه هم الکاذبون (۱۳)
و لو لا فضل اللّه علیکم و رحمتة فی الدنیا و الاخرة لمسکم فی ما افضتم فیه عذاب عظیم (۱۴)
اذ تلقونه بالسنتکم و تقولون بافواهکم ما لیس لکم به علم و تحسبونه هینا و هو عند اللّه عظیم (۱۵)
و لو لا اذ سمعتموه قلتم ما یکون لنا ان نتکلم بهذا سبحانک هذا بهتان عظیم (۱۶)
یعظکم الله ان تعودوا لمثله ابداً ان کنتم مؤمنین (۱۷)
و یبیّن الله لکم الایت و اللّه علیم حکیم (۱۸)
ان الّذین یحبّون ان تشیع الفحشة فی الّذین ءامنوا لهم عذاب الیم فی الدنیا و الاخرة و اللّه یعلم و انتم لا تعلمون (۱۹)
و لو لا فضل‌الله علیکم و رحمتة و ان اللّه رءوف رحیم (۲۰)
یایها الّذین ءامنوا لا تتبعوا خطوت الشیطان و من یتبع خطوت الشیطان فانّه یامر بالفحشاء و المنکر و لو لا فضل اللّه علیکم و رحمتة ما زکی منکم من احد ابداً و لکن اللّه یزکی من یشاء و اللّه سمیع علیم (۲۱)
ولا یاتل اولوا الفضل منکم و السعة ان یوتوا اولی القربی و المساکین و المهاجرین فی سبیل اللّه و لیعفوا و لیصفحوا الا تحبون ان یغفر اللّه لکم و اللّه غفور رحیم (۲۲)
ان الّذین یرمون المحصنات الغا فلات المؤمنات لعنوا فی الدنیا و الاخرة و لهم عذاب عظیم (۲۳)
یوم تشهد علیهم السنتهم و ایدیهم و ارجلهم بما کانوا یعملون (۲۴)
یومئذ یوفّیهم اللّه دینهم الحق و یعلمون ان اللّه هو الحق المبین (۲۵)
الخبیثات للخبیثین و الخبیثون للخبیثت و الطیبات للطیبین و الطیبون للطیبات اولئک مبرّون ممّا یقولون لهم مغفرة و رزق کریم (۲۶)